# Oklahoma zászlaja
Oklahoma zászlajában a kék a hűség és az elkötelezettség színe, a pajzs a védelmet, az olajág és a békepipa a békevágyat jelképezi.